# Capreolinae
Capreolinae hay Odocoileinae hay còn gọi là hươu Tân Thế giới là một phân họ hươu, nai. Các loài hươu, nai này chủ yếu tập trung tại châu Mỹ (Tân Thế giới).

## Các chi
Phân họ này gồm các chi là:
- - Chi Alces
  - Chi Blastocerus
  - Chi Capreolus
  - Chi Hippocamelus
  - Chi Mazama
  - Chi Odocoileus
  - Chi Ozotoceros
  - Chi Pudu
  - Chi Rangifer

## Các loài
- Tông Capreolini
  - Chi Alces
    - Alces alces
    - Alces americanus

  - Chi Capreolus
    - Capreolus capreolus
    - Capreolus pygargus

  - Chi Hydropotes
    - Hydropotes inermis
- Tông Rangiferini (Tuần lộc và hươu Tân thế giới)
  - Chi Rangifer
    - Tuần lộc (Rangifer tarandus)

  - Chi Hippocamelus
    - Hippocamelus antisensis
    - Hippocamelus bisulcus

  - Chi Mazama
    - Mazama gouazoubira
    - Mazama cita
    - Mazama murelia
    - Mazama permira
    - Mazama sanctaemartae
    - Mazama superciliaris
    - Mazama tschudii
    - Mazama rondoni
    - Mazama nemorivaga
    - Mazama temama
    - Mazama pandora
    - Mazama bororo
    - Mazama chunyi
    - Mazama nana
    - Mazama bricenii
    - Mazama rufina
    - Mazama americana (loài này gần với Odocoileus hơn là họ hàng của chúng[1])
    - Mazama gualea
    - Mazama jucunda
    - Mazama trinitatis
    - Mazama whitelyi
    - Mazama zamora
    - Mazama zetta

  - Chi Blastocerus
    - Blastocerus dichotomus

  - Chi Ozotoceros
    - Ozotoceros bezoarticus

  - Chi Pudu
    - Pudú phương Nam (Pudu mephistophiles)
    - Pudú Đông Nam (Pudu pudu)

  - Chi Odocoileus
    - Odocoileus virginianus
    - Odocoileus hemionus

## Phân loài
Bao gồm cả phân loài

### Capreolini
- Alces
  - Alces alces: Nai sừng tấm
    - Alces a. a.: Nai sừng tấm Á-Âu
    - Alces a. buturlini: Nai sừng tấm Chukotka hay nai sừng tấm Đông Siberi.
    - Alces a. cameloides: Nai sừng tấm Ussuri hay nai sừng tấm Amur
    - Alces a. caucasicus: Nai sừng tấm Caucasus (đã tuyệt chủng)
    - Alces a. pfizenmayeri: Nai sừng tấm Yakutia hay Nai sừng tấm Lena hay nai sừng tấm Trung Siberia.

  - Alces americanus: Nai sừng tấm Bắc Mỹ
    - Alces a. americanus: Nai sừng tấm phía Đông
    - Alces a. andersoni: Nai sừng tấm phía Tây
    - Alces a. gigas: Nai sừng tấm Alaska
    - Alces a. shirasi: Nai sừng tấm Shiras
- Capreolus
  - Capreolus capreolus: Hoẵng châu Âu
  - Capreolus pygargus
    - Capreolus pygargus pygargus
    - Capreolus pygargus tianschanicus
- Hydropotes
  - Hydropotes inermis: Hươu nước
    - Hydropotes inermis inermis: Hươu nước Trung Quốc
    - Hydropotes inermis argyropus: Hươu nước Hàn Quốc

### Rangiferini
- Rangifer
  - Rangifer tarandus
    - Rangifer tarandus buskensis
    - Rangifer tarandus caboti
    - Rangifer tarandus caribou
    - Rangifer tarandus granti
    - Rangifer tarandus fennicus
    - Rangifer tarandus groenlandicus
    - Rangifer tarandus osborni
    - Rangifer tarandus pearsoni
    - Rangifer tarandus pearyi
    - Rangifer tarandus phylarchus
    - Rangifer tarandus platyrhynchus
    - Rangifer tarandus sibiricus
    - Rangifer tarandus tarandus
    - Rangifer tarandus terraenovae
    - Rangifer tarandus valentinae
    - Rangifer tarandus dawsoni
    - Rangifer tarandus eogroenlandicus
- Hippocamelus
  - Hippocamelus antisensis
  - Hippocamelus bisulcus
- Mazama
  - Mazama gouazoubira
  - Mazama cita;
  - Mazama murelia
  - Mazama permira
  - Mazama sanctaemartae
  - Mazama superciliaris
  - Mazama tschudii
  - Mazama rondoni
  - Mazama nemorivaga
  - Mazama temama
  - Mazama pandora
  - Mazama bororo
  - Mazama chunyi
  - Mazama nana
  - Mazama bricenii
  - Mazama rufina
  - Mazama americana
  - Mazama gualea
  - Mazama jucunda
  - Mazama trinitatis
  - Mazama whitelyi
  - Mazama zamora
  - Mazama zetta
  - Mazama ochroleuca
- Blastocerus
  - Blastocerus dichotomus
- Ozotoceros
  - Ozotoceros bezoarticus
    - Ozotoceros bezoarticus bezoarticus
    - Ozotoceros bezoarticus leucogaster
    - Ozotoceros bezoarticus celer
- Pudu
  - Pudu mephistophiles
  - Pudu pudu
- Odocoileus
  - Odocoileus virginianus
    - Odocoileus virginianus acapulcensis
    - Odocoileus virginianus borealis
    - Odocoileus virginianus carminis
    - Odocoileus virginianus clavium
    - Odocoileus virginianus couesi
    - Odocoileus virginianus dakotensis
    - Odocoileus virginianus hiltonensis
    - Odocoileus virginianus idahoensis
    - Odocoileus virginianus leucurus
    - Odocoileus virginianus macrourus
    - Odocoileus virginianus mcilhennyi
    - Odocoileus virginianus mexicanus
    - Odocoileus virginianus miquihuanensis
    - Odocoileus virginianus nelsoni
    - Odocoileus virginianus nemoralis
    - Odocoileus virginianus nigribarbis
    - Odocoileus virginianus oaxacensis
    - Odocoileus virginianus ochrourus
    - Odocoileus virginianus osceola
    - Odocoileus virginianus seminolus
    - Odocoileus virginianus sinaloae
    - Odocoileus virginianus taurinsulae
    - Odocoileus virginianus texanus
    - Odocoileus virginianus thomasi
    - Odocoileus virginianus toltecus
    - Odocoileus virginianus venatorius
    - Odocoileus virginianus veraecrucis
    - Odocoileus virginianus virginianus
    - Odocoileus virginianus yucatanensis
    - Odocoileus virginianus cariacou
    - Odocoileus virginianus chiriquensis
    - Odocoileus virginianus curassavicus
    - Odocoileus virginianus goudotii
    - Odocoileus virginianus gymnotis
    - Odocoileus virginianus margaritae
    - Odocoileus virginianus peruvianus
    - Odocoileus virginianus rothschildi
    - Odocoileus virginianus truei
    - Odocoileus virginianus tropicalis
    - Odocoileus virginianus ustus

  - Odocoileus hemionus
    - Odocoileus hemionus californicus
    - Odocoileus hemionus cerrosensis
    - Odocoileus hemionus eremicus
    - Odocoileus hemionus fuliginatus
    - Odocoileus hemionus hemionus
    - Odocoileus hemionus inyoensis
    - Odocoileus hemionus peninsulae
    - Odocoileus hemionus sheldoni
    - Odocoileus hemionus columbianus
    - Odocoileus hemionus sitkensis